# 神戸村 (愛知県渥美郡)
神戸村（かんべむら）は、愛知県渥美郡にあった村である。現在の田原市の一部に該当する。
渥美半島の村であり、太平洋に面する。村名は、この地域がかつて神戸（伊勢神宮領）であったことから名づけられたという。

## 沿革
- 江戸時代末期、この地域は田原藩領、寺社領などであった。
- 1878年（明治11年）11月28日 - 新美村、志田村、赤松村、東ヶ谷村、本前村、谷ノ口村、青津村、市場村、漆田村、水川村が合併し発足。
- 1882年（明治15年）8月20日 - 神戸村から西神戸村[2]、東神戸村[3]、南神戸村[4]が分立。
- 1889年（明治22年）10月1日 - 西神戸村、東神戸村、南神戸村、大草村と合併し、改めて神戸村となる。
- 1955年（昭和30年）1月1日 - 田原町、野田村と合併し、改めて田原町となる。
- 2003年（平成15年）8月20日 - 田原町が赤羽根町を編入し即日市制施行。田原市となる。

## 交通機関
- 豊橋鉄道渥美線
  - 通過のみ[5]

## 教育
- 神戸村立神戸小学校（現・田原市立神戸小学校）
- 神戸村立大草小学校（現・田原市立大草小学校）
- 神戸村立神戸中学校（現・田原市立東部中学校）

## 神社・仏閣
- 久丸神社
- 神明社
- 西光寺
- 伝法寺
- 松本寺
- 大乗院
- 正楽寺